# Tabula rasa
A tabula rasa, latinul tiszta tábla, ami a „tiszta lappal történő indulást” jelenti. Ismeretelméleti fogalomként az empirista gondolkodók használják, mikor azt szeretnék szemléltetni, hogy az ember elméje születésekor nem tartalmaz semmiféle veleszületett ideát (tudást). Minden ismeretünk a környezetünkből, nevelésből és tanulásból származik.
A tabula rasa egy ismeretelméleti tézis, mely szerint az egyén nem rendelkezik veleszületett szellemi tartalommal, minden tudást a tapasztalatok és az észlelés segítségével szerez meg. A tabula rasa képviselői szerint a személyiség, a társadalmi, illetve érzelmi "viselkedés", és az intelligencia teljes mértékben a születés után alakul ki. A latin kifejezést angolul "üres palatábla"-ként ismerhetjük (ez arra utal, amikor krétával üres lapra vagy lemezre írtak). A római feljegyzésekből az derül ki, hogy ők viasz táblákat használtak feljegyzéseikhez, majd ezt melegítve kapták meg újra a sima felületet, vagyis a tabula rasa-t.

## A fogalom története a filozófiában
Az első ismert feljegyzés, amiben a tabula rasa szerepel, Arisztotelésztől származik. A De Anima című könyvében ír az üres "tábláról", amely valószínűleg az első pszichológiai tankönyv a nyugati írások közül (III. könyv, 4. fejezet). Ezt a gondolatot az antik Görögországban a sztoikus iskola fejlesztette tovább. Mindazonáltal az elme "üres táblaként" való értelmezése több, mint ezer éven keresztül nagyrészt észrevétlen maradt.
Ezután az elmélettel a 11. században az iszlám filozófus, Ibn Sina foglalkozott (a nyugati világban a neve "Avicenna"-ként ismert). Úgy gondolta, hogy az emberi intelligencia születéskor leginkább üres laphoz hasonló, és csak a lehetőség van jelen, hogy a tanuláson keresztül az egyén ismereteket szerezzen; a tudás a világ megismerése során bővül. Továbbá amellett érvelt, hogy az elme tartalmazza a lehetőséget a fejlődésre, ami az ismeretek megszerzésekor tudatosul is bennünk.
A 12. században az andalúz-iszlám filozófus és író Ibn Tufail (nyugaton "Abubacer" vagy "Ebn Tophail" néven ismert) egy filozófiai kérdéseket is felvető regényben demonstrálta véleményét. A "Hayy ibn Yaqzan" egy lakatlan szigeten élő gyermek elméjének fejlődését mutatja be, aki a civilizációtól teljesen el van szigetelve. A mű latin fordítását 1671-ben adta ki Edward Pococke "Philosophus Autodidactus" címmel, melynek hatása érződik John Locke An Essay Concerning Human Understanding című művén.
A 13. században Aquinói Szent Tamás helyezte előtérbe az "arisztotelészi-avicennai" gondolatot a keresztények körében. Ez az elképzelés éles ellentéte a korábban Platón által megfogalmazottaknak, mely szerint a „lényeg” már az élet előtt létezik az ideák világában, ahonnan elküldik azt a Földre, és egy testet kapcsolnak hozzá (lásd: Platón Phaidón és Szókratész védőbeszéde című műveit). A szintén 13. századi Szent Bonaventura Szent Tamás szellemi ellenfele volt, igyekezett minél erősebb érveket felhozni a platoni elképzelés mellett.
Avicenna, Ibn Tufail és Szent Tamás írásai után a tabula rasa elmélete századokon keresztül nemigen fejlődött. Valójában a teóriával kapcsolatos modern elképzeléseket John Locke-nak tulajdonítják, aki ezt az „An Essay Concerning Human Understandingben” című művében fejtette ki a 17. században. Locke filozófiája szerint a tabula rasa azt jelenti, hogy az emberi elme a születéskor „üres palatáblához” hasonló, majd a szerzett tapasztalatok lesznek azok, amik kialakítják a személyiséget. Az elképzelés központi szerepet játszik az empirizmusban. Locke azt is hangsúlyozta, hogy az egyén rendelkezik azzal a szabadsággal, hogy alakítsa, formálja saját lelkét. Minden egyén szabadon meghatározhatja saját karakterét, de az alapvető helyét, személyazonosságát az emberi fajok között nem igazán.
A tabula rasa Sigmund Freud pszichoanalízisében szintén szerepet játszik. Szerinte a családi dinamika nagyban hozzájárul a személyiség fejlődéséhez (lásd: Ödipusz-komplexus, stb.), illetve a nevelés az, ami nagyrészt meghatározza az ember viselkedését, gondolkodását.
A tabula rasa fogalma a 20. században lett népszerű a társadalomtudományokban. Az eugenika foglalkozott a témával többek között, ami a 19. század végén, és a 20. század elején volt kedvelt. Ők egyenesen bűntettnek, rasszista felhangúnak tartották a feltételezést, miszerint a gének, (vagy egyszerűen a „vér”) a meghatározó. Az 1970-es években néhány tudós azt állította, hogy a nemi identitás jellegzetességeiért inkább a társadalmi hatások a felelősek, semmint a genetika (lásd: John Money). A koncepció a mai napig érvényes (lásd: Anne Fausto-Sterling), bár erősen vitatott.
A tabula rasa elméletével persze nem mindenki ért egyet, ilyen például William Golding, ő írta a „Lord of the Flies”, azaz „A legyek ura” című regényt. A műben az szerepel, hogy minden emberben jelen van születésétől kezdve valami gonosz.
Locke tabula rasa-elméletét gyakran vetik össze Thomas Hobbes természetfilozófiájával. Golding-hoz hasonlóan Hobbes is ellentmond a tabula rasa elméletének, hiszen szerinte eredendően mindenki önző.

## Pszichológia és neurobiológia
A tudósok felismerték, hogy az agykéreg egész működésében létezik egyfajta “előrehuzalozottság”, hiszen különböző egyének bizonyos ingerekre ugyanolyan módon reagálnak neveléstől, előzetes tapasztalatoktól függetlenül, ezeket természetes válaszoknak nevezik. Az agy “előre programozott része” tanul, és finomítja annak képességét, hogy a feladatokat egyre jobban tudja elvégezni. Például Steven Pinker azt állítja, hogy míg az agy tulajdonképpen “be van programozva” a beszélt nyelv gyors megértésére és megtanulására, addig az olvasás és írás képességére nincs, tehát ezt az ember nem képes spontán megtanulni.
Az agy tabula rasa modelljével szemben fontos bizonyítékot tártak fel a viselkedésgenetikai vizsgálatok, - elsősorban az iker-tanulmányok - valamint a különböző genetikai háttérrel rendelkező, de azonos mostohaszülők által nevelt adoptált gyerekek vizsgálatai. Ezen vizsgálatok erős genetikai hatást sugallnak olyan személyiségjegyek esetében, mint például az IQ-szint, az alkoholizmus, vagy a nemi identitás. A pszichológusok által használt öt nagy (Big Five) személyiségfaktor mindegyike szintén részbeni genetikai meghatározottságot mutat. A legtöbb pszichológus manapság nemcsak abban ért egyet, hogy az öröklés és a környezet egyaránt fontos a személyiség kialakulásának folyamatában, de abban is, hogy e két tényező folyamatosan egymásra hatva vezérli a fejlődést.

## Politika
Általánosságban elmondható, hogy egy elméletről soha sem lehet biztosan eldönteni, hogy igaz-e vagy sem kizárólag az alapján, hogy megvizsgáljuk, milyen politikai vagy világnézeti hatásai vannak vagy lehetnek. (Lásd: erkölcsi tévedés). Mindazonáltal néhányakat vonzott, és voltak, akiket taszított az “üres palatábla” elmélete. Egyrészt vonzó lehetett sokaknak, hiszen ha azt feltételezzük, mindenki “tiszta lappal” születik, akkor nincsenek jelentős különbségek az emberek között, tehát a rasszizmus vagy a szexizmus teljesen logikátlan. Másrészt az elmélet azt jelenti, nincsenek eredendően határai annak, hogy a társadalom milyenné formálja az ember lelkét, viselkedését. Az ezzel szemben álló nézet szerint az emberi természet már születéskor adott, a különbségek a genetikából fakadnak.

## Fordítás
- Ez a szócikk részben vagy egészben  a   Tabula rasa című angol Wikipédia-szócikk fordításán alapul.  Az eredeti cikk szerkesztőit annak laptörténete sorolja fel. Ez a jelzés csupán a megfogalmazás eredetét és a szerzői jogokat jelzi, nem szolgál a cikkben szereplő információk forrásmegjelöléseként.